# Sudafrica ai XXI Giochi olimpici invernali
Il Sudafrica ha partecipato ai XXI Giochi olimpici invernali di Vancouver, che si sono svolti dal 12 al 28 febbraio 2010, con una delegazione di 2 atleti.

## Sci alpino
| Gara    | Atleta      | 1° manche  | 2° manche | Tempo totale | Posizione |
| ------- | ----------- | ---------- | --------- | ------------ | --------- |
| Gigante | Peter Scott | non finito |           |              |           |

## Sci di fondo
| Gara        | Atleta       | Qualificazioni | Qualificazioni | Quarti di finale | Quarti di finale | Semifinali | Semifinali | Finale | Finale    |
| Gara        | Atleta       | Tempo          | Pos.           | Tempo            | Pos.             | Tempo      | Pos.       | Tempo  | Posizione |
| ----------- | ------------ | -------------- | -------------- | ---------------- | ---------------- | ---------- | ---------- | ------ | --------- |
| Individuale | Oliver Kraas | 4'04"19        | 61             |                  |                  |            |            |        |           |